# Physcomitrium cupuliferum
Physcomitrium cupuliferum är en bladmossart som beskrevs av Mitten 1869. Physcomitrium cupuliferum ingår i släktet huvmossor, och familjen Funariaceae. Inga underarter finns listade i Catalogue of Life.